# Concilio de Verona
El concilio de Verona o Veronense se desarrolló desde el primero de agosto, hasta el 4 de noviembre del año 1184. 
El papa Lucio III hizo en él una constitución contra los herejes en presencia del Emperador Federico, donde se ve el concurso de las dos potencias para la extirpación de las herejías. La Iglesia emplea las penas espirituales y el Emperador, los Señores y los Magistrados las temporales debido a que se quería reprimir el furor de los cátaros, patarinos y otros herejes del tiempo porque las crueldades inauditas que usaban contra los eclesiásticos pedían la misma severidad de que habían usado en otro tiempo los Emperadores Romanos contra los Circunceliones. 
Esta fue también la primera excomunión mayor de los Valdenses, se recuerda porque marca la separación definitiva de los Valdenses de la Iglesia de Roma y el comienzo de su dispersión por toda Europa.
En este concilio se ve, como el origen de la Inquisición contra los herejes en cuanto ordena a los Obispos que se informen por sí mismos o por Comisarios de las personas sospechosas de herejía, según la voz común y las denuncias particulares. En él se distinguen los grados de sospechosos, de convencidos, de penitentes y de relapsos, siendo a proporción diferentes las penas. Y después que la Iglesia ha empleado contra los reos las penas espirituales, los abandona al brazo secular para usar también contra ellos de las penas temporales, habiendo reconocido que muchos cristianos y particularmente estos nuevos herejes no eran muy sensibles a las penas espirituales. 